# Giovanni González
Giovanni Alessandro González Apud (Montevidéu, 20 de setembro de 1994) é um futebolista uruguaio que atua como lateral-direito. Atualmente, atua pelo Krasnodar.
Ele é o filho do ex-jogador Juan González.

## Carreira
Começou sua carreira em 2014 no River Plate, do Uruguai. Em 2018, ele transferiu-se para o Peñarol. Foi convocado pela Seleção Uruguaia pela primeira vez no dia 2 de março de 2019, na lista preliminar da Taça da China de 2019. Ele fez sua estreia no elenco no dia 22 de março de 2019, na semifinal da Copa da China contra o Uzbequistão, substituindo Diego Laxalt aos 61 minutos.

## Títulos
- Primeira Divisão do Uruguai: 2018
- Supercopa Uruguaya: 2018[1]

- Taça China: 2019